# 23. Zusatzartikel zur Verfassung der Vereinigten Staaten

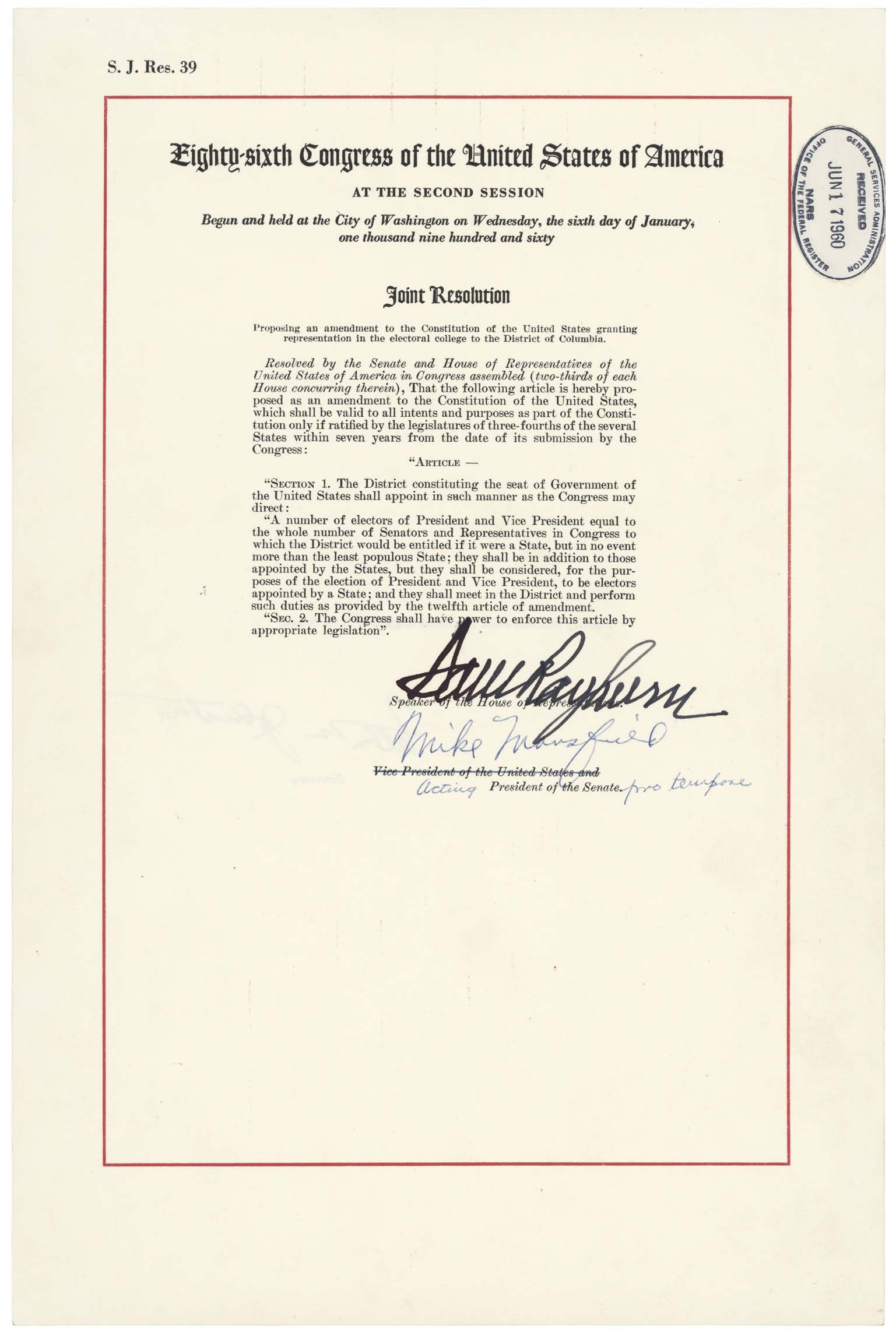
Der 23. Zusatzartikel unterzeichnet vom Sprecher des Repräsentantenhauses und vom Präsident pro tempore des Senats

Der 23. Zusatzartikel zur Verfassung der Vereinigten Staaten von Amerika, das Twenty-third Amendment, gewährt dem District of Columbia das Recht, Wahlmänner für die Wahl des Präsidenten und des Vizepräsidenten zu stellen. Der Zusatz wurde vom Kongress am 17. Juni 1960 vorgeschlagen und wurde von der erforderlichen Zahl an US-Bundesstaaten am 29. März 1961 ratifiziert.

## Wortlaut

### Abschnitt 1

#### Englisch
The District constituting the seat of Government of the United States shall appoint in such manner as the Congress may direct:
A number of electors of President and Vice President equal to the whole number of Senators and Representatives in Congress to which the District would be entitled if it were a State, but in no event more than the least populous State; they shall be in addition to those appointed by the States, but they shall be considered, for the purposes of the election of President and Vice President, to be electors appointed by a State; and they shall meet in the District and perform such duties as provided by the twelfth article of amendment.

#### Deutsch
Der Bezirk, welcher den Sitz der Regierung der Vereinigten Staaten aufnimmt, soll in einer vom Kongress bestimmten Weise benennen:
Eine solche Anzahl an Wahlmännern des Präsidenten und des Vizepräsidenten, die der Zahl an Senatoren und Repräsentanten im Kongress entspricht, die der Bezirk hätte entsenden dürfen, wenn er ein Staat wäre, aber in keinem Fall mehr als der bevölkerungsärmste Staat; diese sollen die von den Staaten benannten Wahlmänner ergänzen, für die Wahl des Präsidenten und des Vizepräsidenten sollen sie wie von einem Staat benannte Wahlmänner angesehen werden. Sie sollen sich im Bezirk treffen und jene Aufgaben erfüllen, die vom zwölften Zusatz zur Verfassung vorgegeben sind.

### Abschnitt 2

#### Englisch
The Congress shall have power to enforce this article by appropriate legislation.

#### Deutsch
Der Kongress hat das Recht, diesen Artikel durch angemessene Gesetzgebung durchzusetzen.

## Wahlrechte des District of Columbia
Der District of Columbia war ursprünglich als Regierungssitz vorgesehen, nicht als Wohnort. Trotzdem hatte der District 1960 mehr Einwohner als dreizehn der 50 Staaten. Er hatte jedoch nicht das Recht, Wahlmänner zur Wahl des Präsidenten zu ernennen; dieses Problem wurde durch diesen Verfassungszusatz bereinigt. Der District of Columbia darf nun in der vom Kongress bestimmten Weise so viele Wahlmänner benennen, wie ein Staat mit der gleichen Einwohnerzahl benennen dürfte (die Anzahl der Wahlmänner eines Staates entspricht der Anzahl der von ihm entsandten Senatoren und Repräsentanten). Der District of Columbia darf jedoch in keinem Fall mehr Wahlmänner stellen als der bevölkerungsärmste Staat. Da Wyoming, der mit 563.000 Einwohnern bevölkerungsärmste Staat der Vereinigten Staaten gemäß der Volkszählung 2010, nur drei Wahlmänner stellt, ist auch der District of Columbia derzeit auf die Benennung von maximal drei Wahlmännern beschränkt. In letzter Zeit spielt diese Regel aber keine Rolle mehr, da der District inzwischen nur noch Wyoming und Vermont an Bevölkerung übertrifft und somit aufgrund seiner Einwohnerzahl ohnehin nur drei Wahlmänner stellen dürfte. Die erste Präsidentschaftswahl, bei der der District of Columbia Wahlmänner entsandte, war die des Jahres 1964.
Der Zusatz zur Verfassung macht aus dem District of Columbia keinen Staat und gewährt ihm keine Repräsentation im Kongress. Auch das Recht, über den Wahlmodus bei der Bestimmung der Wahlmänner zu entscheiden, welches ansonsten den Einzelstaaten zusteht, liegt im Falle des Districts nicht bei dessen eigener Regierung, sondern beim US-Kongress.
1978 brachte der Kongress einen weiteren Verfassungszusatz auf den Weg, der den District bei bundesweiten Wahlen wie einen Staat gleicher Einwohnerzahl behandelt hätte, so dass er sowohl Abgeordnete im Repräsentantenhaus als auch zwei Senatoren gehabt hätte. Er hätte außerdem den 23. Verfassungszusatz wieder abgeschafft. Die Ratifizierung gelang jedoch nicht bis zur in dem Vorschlag gesetzten Frist von sieben Jahren. Er verfiel daher 1985, nachdem er nicht von der erforderlichen Dreiviertelmehrheit der Parlamente der einzelnen Bundesstaaten ratifiziert worden war. Der District mit seinem hohen Anteil an afroamerikanischer Bevölkerung ist eine absolute Hochburg der Demokratischen Partei. Somit kam von den 1980 wieder erstarkten Republikanern genügend Widerstand, um die Ratifizierung scheitern zu lassen.
Der somit bis heute währende Zustand fehlender parlamentarischer Vertretung ist im District selbst parteiübergreifend höchst unpopulär; seit einiger Zeit tragen alle Kraftfahrzeugkennzeichen im District die Aufschrift „Taxation without Representation“ (Besteuerung ohne Vertretung), abgeleitet vom Kampfmotto „No Taxation without Representation“ (Keine Besteuerung ohne Vertretung) des Amerikanischen Unabhängigkeitskrieges.

## Ratifizierung
Der 23. Zusatzartikel wurde von den einzelnen Bundesstaaten wie folgt ratifiziert:
- Hawaii: 23. Juni 1960
- Massachusetts: 22. August 1960
- New Jersey: 19. Dezember 1960
- New York: 17. Januar 1961
- Kalifornien: 19. Januar 1961
- Oregon: 27. Januar 1961
- Maryland: 30. Januar 1961
- Idaho: 31. Januar 1961
- Maine: 31. Januar 1961
- Minnesota: 31. Januar 1961
- New Mexico: 1. Februar 1961
- Nevada: 2. Februar 1961
- Montana: 6. Februar 1961
- Colorado: 8. Februar 1961
- Washington: 9. Februar 1961
- West Virginia: 9. Februar 1961
- Alaska: 10. Februar 1961
- Wyoming: 13. Februar 1961
- South Dakota: 14. Februar 1961
- Delaware: 20. Februar 1961
- Utah: 21. Februar 1961
- Wisconsin: 21. Februar 1961
- Pennsylvania: 28. Februar 1961
- Indiana: 3. März 1961
- North Dakota: 3. März 1961
- Tennessee: 6. März 1961
- Michigan: 8. März 1961
- Connecticut: 9. März 1961
- Arizona: 10. März 1961
- Illinois: 14. März 1961
- Nebraska: 15. März 1961
- Vermont: 15. März 1961
- Iowa: 16. März 1961
- Missouri: 20. März 1961
- Oklahoma: 21. März 1961
- Rhode Island: 22. März 1961
- Kansas: 29. März 1961
- Ohio: 29. März 1961

Die Ratifizierung des 23. Zusatzartikels durch die erforderlichen 38 von 50 Bundesstaaten wurde am 29. März 1961 mit der Ratifizierung durch Ohio abgeschlossen. Anschließend wurde der Zusatzartikel noch von folgenden Bundesstaaten ratifiziert:
- New Hampshire: 30. März 1961
- Alabama: 16. April 2002

Der 23. Zusatzartikel wurde nicht ratifiziert von Arkansas, Florida, Georgia, Kentucky, Louisiana, Mississippi, North Carolina, South Carolina, Texas und Virginia.